# Yugawaralita
La yugawaralita es un mineral de la clase de los tectosilicatos, y dentro de esta pertenece al llamado “grupo de la zeolita”, subgrupo de la laumontita. Fue descubierta en 1952 la localidad de Yugawara Hot Spring, en la Prefectura de Kanagawa (Japón), siendo nombrada así por esta localización.

## Características químicas
Es un silicato hidratado con aniones adicionales de aluminio y cationes de calcio, que cristaliza en el sistema cristalino monoclínico. Además de los elementos de su fórmula, suele llevar como impurezas: hierro, magnesio, sodio y potasio.

## Formación y yacimientos
Aparece formando cristales que recubren cavidades y vetas, típicamente depositadas en áreas geotérmicas activas, en roca andesita metamorfizada por acción de fuente termal. Suele encontrarse asociado a otros minerales como: zeolitas, girolita, okenita, prehnita, cuarzo, calcita, laumontita o cabasita.